# Majulah Singapura
Majulah Singapura (« Puisse Singapour progresser ») est l’hymne national de la république de Singapour. La chanson a été composée et les paroles écrites par Zubir Said, immigré indonésien, en 1959, après que Singapour a obtenu son indépendance des Britanniques.

## Paroles

### Paroles officielles actuelles

#### Paroles officielles enmalais
| Rumi | API |
| --- | --- |
| Mari kita rakyat Singapura Sama-sama menuju bahagia Cita-cita kita yang mulia Berjaya Singapura. (𝄆) Marilah kita bersatu Dengan semangat yang baru Semua kita berseru 𝄆 Majulah Singapura! 𝄇 (𝄇) | [ma.ri ki.ta ra(k̚).jat̚ si.ŋa.pu.ra] [sa.ma.sa.ma mə.nu.d͡ʒu ba.ha.gi.a] [t͡ʃi.ta.t͡ʃi.ta ki.ta jaŋ mu.li.a] [bər.d͡ʒa.ja si.ŋa.pu.ra] (𝄆) [ma.ri.la(h) ki.ta bər.sa.tu] [də.ŋan sə.ma.ŋat̚ jaŋ ba.ru] [sə.mu.a ki.ta bər.sə.ru] 𝄆 [ma.d͡ʒu.la(h) si.ŋa.pu.ra] 𝄇 (𝄇) |

#### Paroles enchinois
来吧，新加坡人民，
让我们共同向幸福迈进；
我们崇高的理想，
要使新加坡成功。
来吧，让我们以新的精神，
团结在一起；
我们齐声欢呼：
𝄆 前进吧，新加坡！ 𝄇

#### Paroles entamoul
சிங்கப்பூர் மக்கள் நாம்
செல்வோம் மகிழ்வை நோக்கியே
சிங்கப்பூரின் வெற்றிதான்
சிறந்த நம் நாட்டமே
ஒன்றிணைவோம் அனைவரும்
ஓங்கிடும் புத்துணர்வுடன்
முழங்குவோம் ஒன்றித்தே
𝄆 முன்னேறட்டும் சிங்கப்பூர 𝄇

#### Paroles enanglais
Come, fellow Singaporean people,
With joy aglow we shall as one progress.
May all our aspiration noble
Bring Singapore great success.
Come, let us unite together,
All of us with a new vigour.
Like a lion's roar we clamour:
𝄆 Onward! Oh, Singapore! 𝄇

#### Traduction en français
Venez, compatriotes Singapouriens,
Avançons ensemble vers le bonheur.
Puissent nos nobles aspirations permettre
À Singapour de réussir.
Venez, soyons unis,
Autour d'un nouvel état d'esprit.
Que nos voix ne fassent plus qu'une :
𝄆 Puisse Singapour progresser ! 𝄇

### Paroles originales pour le conseil municipal de Singapour
| Orthographe d'avant 1972 | Orthographe moderne |
| --- | --- |
| Mari kită ra'yat Singapura, Bangun dĕngan bĕrsatu samă-samă. Rukon damai dan bantu mĕmbantu, Supayă kită samă-samă maju. Kită hidup aman dan sĕntosă Kĕrjă samă mĕnuju bahagiă Chită-chită kită yang muliă Bĕrjayă Singapura 𝄆 Mari-lah kită bĕrsatu Dĕngan sĕmangat yang bahru Sămuă kită bĕrsĕru Majulah Singapura Majulah Singapura 𝄇 | Mari kita rakyat Singapura Bangun dengan bersatu sama-sama Rukon damai dan bantu membantu Supaya kita sama-sama maju Kita hidup aman dan sentosa Kerja sama menuju bahagia Cita-cita kita yang mulia Berjaya Singapura 𝄆 Marilah kita bersatu Dengan semangat yang baru Semua kita berseru Majulah Singapura Majulah Singapura 𝄇 |